# Тест фізичної підготовки Армії США

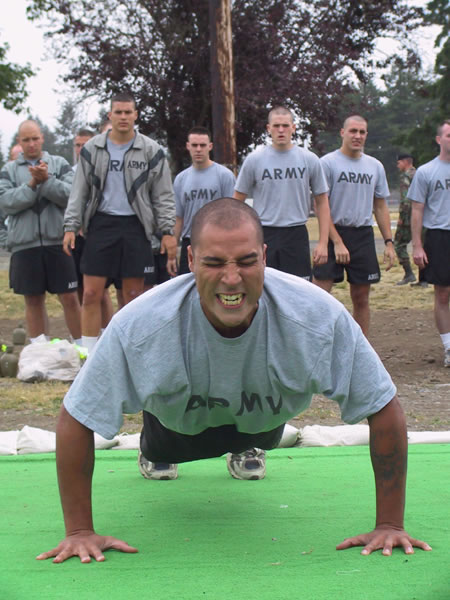
Здача заліку з віджимання. Національна Гвардія Армії США. Міннесота

І́спит з фізи́чної підгото́вки А́рмії США (англ. Army Physical Fitness Test (APFT)) — перевірка фізичної готовності військовослужбовців Армії США.
Складається з трьох вправ:
- підняття тулубу з положення лежачи (англ. sit-up),
- віджимань (англ. push-up) і
- бігу на дві милі (3,220 метрів) (англ. two mile run).

Кожна вправа оцінюється від 0 до 100 балів. Заліковою вважається оцінка 180 або більше балів, за умови проходження кожної з вправ з оцінкою не нижче 60.
«Інструкція з фізичної підготовки Армії США» (англ. Field Manual FM 21-20) є основним документом з організації перевірки рівня фізичної підготовки військовослужбовців.
Кожен військовослужбовець, незалежно від військового звання та посади проходить перевірку рівня фізичної підготовки кожні 6 місяців. У разі хвороби військовослужбовця, він або вона мають право на складання іспиту після одужання.
Перед початком виконання іспиту один з найбільш досвідчених і підготовлених військовослужбовців показує правильне виконання кожної вправи, а також найбільш характерні помилки при їхньому виконанні.

## Підйом торсу з положення лежачи
Підйом торсу з положення лежачи виконується з метою перевірки витривалості м'язів пресу та верхніх м'язів ніг.
По команді «Приготуватися», військовослужбовець займає вихідне положення: лежачи на спині, ноги зігнуті під кутом до 90°. Ноги зведені разом (можуть бути розведені на 12 дюймів (≈ 30 см)) та жорстко закріплені в нижній частині. Дозволяється використовувати допомогу товариша, який може тримати ступні щільно притиснутими до землі. Торкатися землі дозволяється тільки підошвами, не відриваючи їх від поверхні.
Пальці обох рук зчеплені у замок на потилиці, тильна сторона долонь торкається землі. Руки і лікті у вихідному положенні не повинні торкатися землі.
По команді «Вправу почати» військовослужбовець піднімає верхню половину тулуба до положення, коли голова опиниться вертикально над тулубом. По досягненню верхньої точки амплітуди, корпус тіла нахиляється назад до торкання лопатками землі або підлоги.
Руки, лікті, долоні чи голова землі торкатися не повинні.
По досягненню вихідного положення обліковець фіксує кількість правильно виконаних вправ. Спроба не зараховується за умови, якщо військовослужбовець не випрямив корпус тіла чітко у вертикальне положення, розімкнув пальці рук у момент виконання вправи, вигнув спину, підвів або відірвав від поверхні сідниці, намагаючись підняти корпус у вертикальне положення або збільшив кут нахилу ніг, більш ніж на 90°.
Військовослужбовець також не має права зупинятися або робити передих в положенні лежачи (у початковому положенні), допускається робити незначні паузи у верхній точці амплітуди, інакше вправа не зараховується. Ривкові рухи руками з метою допомогти досягти верхньої точки амплітуди заборонені.

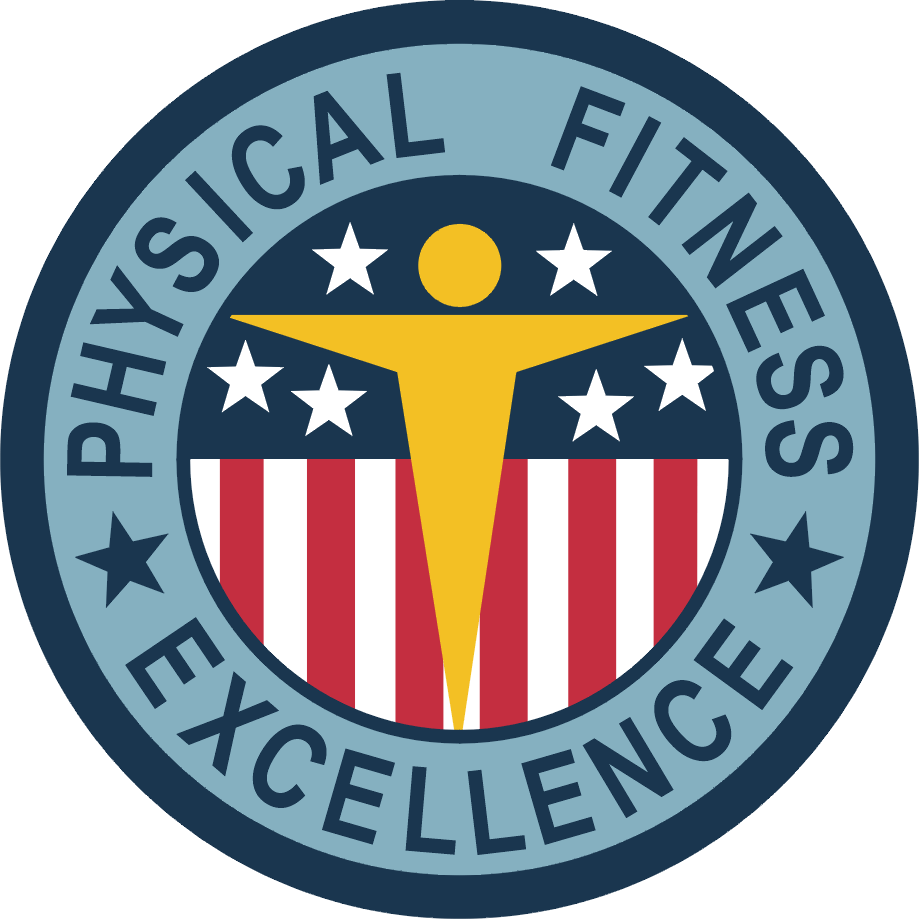
Значок відмінника (Physical Fitness Badge)

На виконання вправи надається 2 хвилини.

## Віджимання
Віджимання виконуються для перевірки витривалості м'язів грудей та плечей.
По команді «Приготуватися», військовослужбовець займає вихідне положення: в упорі лежачи, обличчям донизу, руки розставлені на довільну ширину, ноги зведені разом або розставлені не більш, ніж на 12 дюймів (≈ 30 см). Тіло повинне утворювати пряму лінію від плечей до п'ят.
По команді «Вправу почати» військовослужбовець опускає тіло до положення, паралельного поверхні. По досягненню нижньої точки амплітуди, тулуб піднімається вгору до повного випрямляння рук.
Кількість правильно виконаних віджимань рахує оцінювач. Віджимання не зараховується, якщо військовослужбовець не опустив тіло паралельно поверхні, зігнув тулуб (порушив пряму лінію), не випрямив руки повністю у верхньому положенні.
Якщо виконавець не зміг правильно зробити десять перших вправ, оцінювач зупиняє іспит, роз'яснює, в чому полягає помилка виконавця і відправляє його у кінець строю для перездачі. Якщо ж виконавець зробив перші 10 віджимань правильно, то оцінювач не зупиняє іспит, рахуючи лише правильно виконані віджимання. Відпочинок при виконанні вправи дозволений лише у вихідному положенні — руки випрямлені, тулуб можна прогнути або вигнути в середній частині.
Лягати на поверхню, або відривати при цьому руки або ноги від підлоги категорично заборонено. Дозволяється міняти положення рук або ніг, не відриваючи їх від підлоги. Для продовження вправи, військовослужбовець повинен зайняти вихідне положення.
На виконання вправи надається 2 хвилини.

## Крос 2 милі
Крос 2 милі виконуються з метою перевірки стану витривалості військовослужбовця.
За командою «Приготуватися», військовослужбовець займає вихідне положення на старті.
По команді «Марш» військовослужбовець біжить дистанцію 2 милі з максимально можливою швидкістю. Категорично заборонено користуватися будь-якою сторонньою допомогою, у випадку, якщо хтось допомагає: штовхає, тягне, підтримує або несе, той, що перевіряється, буде дискваліфікований.
При здійсненні забігу на грудях військовослужбовця повинен бути номер.

## Підрахунок балів
Підрахунок балів залежить від віку, статі і досягнутого результату.
Наприклад, офіцер-чоловік 26 років, виконує 70 віджимань, 77 підйомів торсу з положення лежачи і пробігає 2 милі за 14:40. Його загальний бал складатиме 271: 94 за віджимання, 96 за підйоми торсу з положення лежачи і 81 за крос.
Нездача тесту з фізичної підготовки спричиняє за собою зарахування військовослужбовця до складу групи додаткових фізичних занять (кожен другий день), позбавлення його або її можливості присвоєння чергового військового звання або просування на нову посаду, а також звільнення з лав армії США.
Військовослужбовці, які отримали за підсумками тесту більше 270 балів, за умови здачі кожного елемента з оцінкою не нижче 90, нагороджуються почесним значком Physical Fitness Badge.

## Оцінювання

### Загальний стандарт
| Віджимання чоловіки |       |       |       |       |       |       |       |       |       |     |
| Вікова група        | 17-21 | 22-26 | 27-31 | 32-36 | 37-41 | 42-46 | 47-51 | 52-56 | 57-61 | 62+ |
| Максимум 100%       | 71    | 74    | 77    | 75    | 73    | 66    | 59    | 56    | 53    | 50  |
| Мінімум 60%         | 42    | 40    | 39    | 36    | 34    | 30    | 25    | 20    | 18    | 16  |

| Віджимання жінки |       |       |       |       |       |       |       |       |       |     |
| Вікова група     | 17-21 | 22-26 | 27-31 | 32-36 | 37-41 | 42-46 | 47-51 | 52-56 | 57-61 | 62+ |
| Максимум 100%    | 42    | 46    | 50    | 45    | 40    | 37    | 34    | 31    | 28    | 25  |
| Мінімум 60%      | 19    | 17    | 17    | 15    | 13    | 12    | 10    | 9     | 8     | 7   |

| Підняття тулубу чоловіки та жінки |       |       |       |       |       |       |       |       |       |     |
| Вікова група                      | 17-21 | 22-26 | 27-31 | 32-36 | 37-41 | 42-46 | 47-51 | 52-56 | 57-61 | 62+ |
| Максимум 100%                     | 78    | 80    | 82    | 76    | 76    | 72    | 66    | 66    | 64    | 63  |
| Мінімум 60%                       | 53    | 50    | 45    | 42    | 38    | 32    | 30    | 28    | 27    | 26  |

| Біг на 2 милі чоловіки |       |       |       |       |       |       |       |       |       |       |
| Вікова група           | 17-21 | 22-26 | 27-31 | 32-36 | 37-41 | 42-46 | 47-51 | 52-56 | 57-61 | 62+   |
| Максимум 100%          | 13:00 | 13:00 | 13:18 | 13:18 | 13:36 | 14:06 | 14:24 | 14:42 | 15:18 | 15:42 |
| Мінімум 60%            | 15:54 | 16:36 | 17:00 | 17:42 | 18:18 | 18:42 | 19:30 | 19:48 | 19:54 | 20:00 |

| Біг на 2 милі жінки |       |       |       |       |       |       |       |       |       |       |
| Вікова група        | 17-21 | 22-26 | 27-31 | 32-36 | 37-41 | 42-46 | 47-51 | 52-56 | 57-61 | 62+   |
| Максимум 100%       | 15:36 | 15:36 | 15:48 | 15:54 | 17:00 | 17:24 | 17:36 | 19:00 | 19:42 | 20:00 |
| Мінімум 60%         | 18:54 | 19:36 | 20:30 | 21:42 | 22:42 | 23:42 | 24:00 | 24:24 | 24:48 | 25:00 |

### Тест для рейнджерів
Солдати на першому етапі підготовки у школі рейнджерів складають спеціальний тест фізичної підготовки рейнджерів для всіх вікових груп, що відрізняється від Тесту фізичної підготовки Армії США. Тест оцінюється за системою «здано/не здано». Тест включає віджимання, підняття тулубу з положення лежачи, підтягування та бігу на п'ять миль. Віджимання та підняття тулубу з положення лежачи виконуються за дві хвилини.
| Рейнджер |            |                 |              |               |
| Вправи   | Віджимання | Підняття тулубу | Підтягування | Біг на 5 миль |
| Стандарт | 49+        | 59+             | 6+           | ≤ 40:00       |